# Javier Luna
Javier Luna (* 12. August 1995) ist ein spanischer Schauspieler und Model. Auf dem Videoportal TikTok hatte er 10,5 Mio. Abonnenten und über 300 Mio. Aufrufe, Stand November 2023.

## Leben
Luna wurde am 12. August 1995 in Spanien geboren. Als Model war er für das Modeunternehmen Abercrombie & Fitch tätig und lebte eine Zeit lang in London. Seit 2014 tritt er regelmäßig als Schauspieler für Film- und Serienproduktionen in Erscheinung. Er wirkte unter anderen 2014 in acht Episoden der Fernsehserie Dreamland in der Rolle des Javi und in zehn Episoden der Fernsehserie Violetta in der Rolle des Felipe Díaz mit. Zwischen 2015 und 2017 verkörperte er verschiedene Charaktere in der Serie Como dice el dicho. Anschließend wirkte er überwiegend in Kurzfilmproduktionen mit. 2018 spielte er in insgesamt 26 Episoden der Fernsehserie Five @ 305 mit. Nach weiteren Kurzfilmbesetzungen und Rollen in den Spielfilmen Misfit und God & Salsa war er 2023 im Mockbuster Megalodon: The Frenzy in der Rolle des Brunson zu sehen.

## Filmografie (Auswahl)
- 2014: Safari (Kurzfilm)
- 2014: Dreamland (Fernsehserie, 8 Episoden)
- 2014: Violetta (Fernsehserie, 10 Episoden)
- 2015–2017: Como dice el dicho (Fernsehserie, 3 Episoden, verschiedene Rollen)
- 2016: Enemy Within
- 2017: Vuelve a mi lado (Kurzfilm)
- 2017: Uber Love (Kurzfilm)
- 2018: Starcross'd (A Fashion Film) (Kurzfilm)
- 2018: Five @ 305 (Fernsehserie, 26 Episoden)
- 2019: Kno U (Kurzfilm)
- 2019: My Perfect First Date (Kurzfilm)
- 2020: X-Ray (Kurzfilm)
- 2021: Misfit
- 2021: Somewhere Then (Fernsehserie)
- 2022: God & Salsa
- 2023: Megalodon: The Frenzy

### Musikvideos
- 2018: 7ever & Sid Wilson: Wanna Be Younk
- 2018: The Black Eyed Peas: Big Love
- 2018: Muse: Pressure
- 2022: Super Glue (Franny & Javi Luna)
- 2022: Torn